# Aeroportul Nyaung U
Aeroportul Nyaung U (IATA: NYU, ICAO: VYBG) este un aeroport din Nyaung-U⁠(d), Nyaung-U District⁠(d), Myanmar ce deservește zona Bagan⁠(d).
Situat la o altitudine de 98 m, aeroportul dispune de o singură pistă.